# Мегурі-Рекетеу (комуна)
Мегурі-Рекетеу (рум. Măguri-Răcătău) — комуна у повіті Клуж в Румунії. До складу комуни входять такі села (дані про населення за 2002 рік):
- Мегурі (950 осіб)
- Мегурі-Рекетеу (859 осіб)
- Мунтеле-Рече (602 особи)

Комуна розташована на відстані 333 км на північний захід від Бухареста, 34 км на південний захід від Клуж-Напоки.

## Населення
За даними перепису населення 2002 року у комуні проживали 2411 осіб.
Національний склад населення комуни:
| Національність | Кількість осіб | Відсоток |
| -------------- | -------------- | -------- |
| румуни         | 2407           | 99,8%    |
| угорці         | 2              | 0,1%     |
| українці       | 1              | < 0,1%   |
| німці          | 1              | < 0,1%   |

Рідною мовою назвали:
| Мова      | Кількість осіб | Відсоток |
| --------- | -------------- | -------- |
| румунська | 2407           | 99,8%    |
| угорська  | 2              | 0,1%     |
| німецька  | 2              | 0,1%     |

Склад населення комуни за віросповіданням:
| Релігія       | Кількість осіб | Відсоток |
| ------------- | -------------- | -------- |
| православні   | 2227           | 92,4%    |
| п'ятдесятники | 181            | 7,5%     |
| римо-католики | 1              | < 0,1%   |
| реформати     | 1              | < 0,1%   |
| лютерани      | 1              | < 0,1%   |